# رومان بيفارنيك
رومان بيفارنيك (مواليد 17 فبراير 1967) هو مدرب كرة قدم سلوفاكي ولاعب سابق، حيث شملت مسيرته الكروية فترة لعب مع نادي سيغما أولوموتس التشيكي التي شارك خلالها في موسم الدوري التشيكي الممتاز، وسجل هدفين في 17 مباراة خاضها مع الفريق، قبل أن يتحول لاحقاً إلى التدريب ويبدأ مسيرة ناجحة جديدة خلف الخطوط.

## مهنة التدريب
وقّع رومان عقداً لمدة عامين ليتولى تدريب نادي أولوموتس التشيكي الممتاز صيف 2012، حيث قاد الفريق للفوز بكأس السوبر التشيكي في نفس العام، لكنه لم يكمل الموسم بعد سلسلة نتائج مخيبة للأمل في مايو 2013 رغم احتلال الفريق المركز الرابع في الدوري، ليحل مكانه مساعده مارتن كوتوليك في نهاية المطاف.

## الإنجازات والألقاب

### كلاعب
دوكلا براغ
  • كأس تشيكوسلوفاكيا: 1989–90  
رابيد فيينا
  • الدوري النمساوي الممتاز: 1995–96  
  • كأس النمسا: 1995  
  • الوصيف في كأس أبطال الكؤوس الأوروبية: 1995–96  

### كمدرب
تاتران بريشوف
  • الدوري السلوفاكي الثاني: 2007–08  
سيغما أولوموتس
  • كأس السوبر التشيكي: 2012  